# Antonio Caló
Antonio Caló (n. Villa Lugano, 1947), es un sindicalista argentino. Entre 2012 y 2016 se desempeñó como Secretario General de la Confederación General del Trabajo.

## Biografía
Caló trabajó en la empresa Pirelli, donde fue elegido delegado gremial. Se desempeñó como asesor de la Unión Obrera Metalúrgica (UOM) y a comienzos de los años 1980 asumió como director del Policlínico Central. Más tarde fue secretario de Acción Social de la misma organización. En 2004 asume la secretaría general de la UOM, en reemplazo del histórico dirigente Lorenzo Miguel.
En 2012, la CGT se divide en dos debido a la imposibilidad de conciliar las posturas con respecto al gobierno nacional que encabezaba Cristina Fernández de Kirchner. Hugo Moyano es elegido como Secretario general de la CGT opositora, mientras que Caló es elegido al frente de la CGT oficialista.
En 2022 tras 18 años al frente de la UOM fue sucedido por Abel Furlán.